# Profemminismo
Il profemminismo, o pro-femminismo, si riferisce al sostegno della causa del femminismo da parte di individui che, pur appoggiando gli obiettivi femministi, non si identificano necessariamente come parte del movimento femminista. Il termine è spesso utilizzato in riferimento agli uomini ("uomini pro-femministi") che supportano attivamente il femminismo e i suoi sforzi per promuovere l'uguaglianza politica, economica, culturale, personale e sociale delle donne.
Negli anni '60, mentre la teoria femminista trovava supporto tra alcuni uomini che formavano gruppi di autocoscienza, l'inclusione delle voci maschili come "femministe" presentava problemi per alcune persone. Per molte donne e uomini, il termine "femminismo" era riservato alle donne, viste come i soggetti che sperimentavano direttamente l'ineguaglianza e l'oppressione che il femminismo cercava di affrontare. In risposta a questa obiezione, vari gruppi coniarono e diffusero altri termini come "antisessismo" e "profemminismo".
Alcuni attivisti non si riferiscono agli uomini come "femministi" e preferiscono chiamarli tutti "profemministi", anche se gli uomini in questione si definiscono "femministi". Altri criticano gli uomini profemministi che rifiutano di identificarsi come femministi. La maggior parte dei gruppi femministi principali, come la National Organization for Women e la Feminist Majority Foundation, si riferiscono agli attivisti uomini come "femministi" piuttosto che come "profemministi".